# Arrondissement di Montbard
L'arrondissement di Montbard è un arrondissement dipartimentale della Francia situato nel dipartimento della Côte-d'Or, appartenente alla regione della Borgogna-Franca Contea.

## Composizione
L'arrondissement è composto da 254 comuni raggruppati in 12 cantoni:
- cantone di Aignay-le-Duc
- cantone di Baigneux-les-Juifs
- cantone di Châtillon-sur-Seine
- cantone di Laignes
- cantone di Montbard
- cantone di Montigny-sur-Aube
- cantone di Précy-sous-Thil
- cantone di Recey-sur-Ource
- cantone di Saulieu
- cantone di Semur-en-Auxois
- cantone di Venarey-les-Laumes
- cantone di Vitteaux